# Verlag Gerhard Stalling
La Verlag Gerhard Stalling, également Druck- und Verlagshaus Gerhard Stalling ou Stalling-Verlag, est une maison d'édition d'Oldenbourg du nom de son ancien propriétaire Gerhard Stalling (de), qui a existé de 1789 à 1983. Au XIXe siècle, la maison d'édition se concentre sur les manuels scolaires et la fiction régionale. Dans la première moitié du XXe siècle, son profil se modifie pour s'orienter vers l'histoire militaire et la littérature de mémoire germano-nationale.

## Histoire de la publication

### Origines
À l'initiative du comte d'Oldenbourg Jean XVI une imprimerie est fondée en 1699, qui est reprise par l'imprimeur de livres Heinrich Conrad Zimmer. Les ouvrages religieux et les annales doivent être publiés en plus grand nombre. Ainsi, le premier livre est De klee Catechismus de Martin Luther. L'imprimerie se transmet régulièrement sur six générations. Enfin, en 1789, le responsable de l'école Gerhard Stalling (1757–1818) acquiert l'entreprise florissante. À cette époque, l'exercice du métier d'imprimeur de livres est lié à l'admission à la société des imprimeurs de livres de Leipzig. Stalling est admis dans cette société le 24 octobre 1789 et est ainsi "reconnu comme membre réel et véritable de l'art de l'imprimerie". Gerhard Stalling publie Das Oldenburger Gesangbuch (1791) et le Geschichte des Herzogthums Oldenburg de Gerhard Anton von Halem (en trois volumes, 1794 à 1796). Il imprime également toutes les ordonnances et lois du duché. Jusqu'en 1810, l'imprimeur et éditeur fait construire un nouveau bâtiment d'édition sur la parcelle Ritterstraße 4 à Oldenbourg. Pour assurer sa base de matériaux, Stalling fait l'acquisition d'un moulin à papier près d'Aurich. Lors de travaux de transformation dans la Ritterstrasse, une pierre tombante blesse Gerhard Stalling, qui meurt finalement des suites de cette blessure le 21 septembre 1818.

### Transmission à la génération suivante: Johann Heinrich Stalling
Après le décès soudain de Gerhard Stalling, le moulin à papier d'Aurich (désormais également appelé Stallingslust) passe d'abord à son fils aîné Hermann Christian Stalling, qui meurt cependant dès 1829. Le fils cadet, Johann Heinrich Stalling, reprend ensuite le moulin, qui brûle à nouveau peu après. Il le fait reconstruire et équiper d'une machine à vapeur, mais finit par vendre le moulin à papier. C'est ainsi qu'à tout juste 20 ans, il reprend l'imprimerie et la maison d'édition et conserve le nom du fondateur en l'honneur de son père. Sur invitation du nouveau propriétaire de l'entreprise, le frère d'Alois Senefelder, Carl Senefelder, introduit l'impression lithographique dans l'imprimerie à partir de 1822. La qualité des livres s'en trouve améliorée et l'impression en couleur devient possible. En 1834, Johann Heinrich fondeen outre une fabrique de cartes à jouer qui connaît bientôt une bonne demande. La publicité de la maison d'édition s'intitule désormais Gerhard Stalling Oldenburg. Imprimerie de livres et de pierres. Impression rapide, commerce de papier, fabrique de cartes à jouer. En raison de l'imposition d'une taxe punitive aux imprimeries qui ont publié leurs propres ouvrages dans le duché, par exemple Der Oldenburgische Hausfreund ou Volkskalender de Georg Heyse de Brême, Johann Heinrich Stalling reprend l'édition qui, sous le titre modifié Der Oldenburgische Hauskalender ou Volkskalender, connaît un grand succès pendant des décennies. À partir de 1843, il publie également l'Oldenburger Zeitung.

### Johann Heinrich Anton Stalling prend la relève à la troisième génération
Le fils de Johann Heinrich Stalling, Johann Heinrich Anton Stalling (1825-1903), a acquis toutes les compétences nécessaires dans la maison d'édition de son père et prend la direction de la maison d'édition en 1860. Il a cependant déjà ouvert la librairie d'assortiment Stalling'sche à Theaterwall à Oldenbourg en 1851. Il la transmet alors à son frère cadet Karl, qui la cède en 1883 à Schmidt, qui n'est pas membre de la famille. En janvier 1879, un grand incendie ravage la maison mère de la maison d'édition dans la Ritterstraße et faillit détruire l'entreprise. Malgré cela, les Stalling réussissent à rénover les bâtiments et les installations techniques en l'espace de six mois et à rouvrir l'entreprise. Les fils de Heinrich Anton Stalling se sont préparés en temps voulu à reprendre l'entreprise familiale : Paul Stalling (1861-1944) a fait un apprentissage commercial et travaille dans l'imprimerie et l'édition en tant qu'officier autorisé à partir de 1888.

### Repris par Heinrich et Paul Stalling jusqu'au déclenchement de la guerre (1896-1914)
Le 1er juillet 1896, les frères Anton et Heinrich (1865-1941) Stalling prennent l'entière responsabilité de la maison d'édition. Paul Stalling élargit le programme de manuels scolaires et du patrimoine, Heinrich (le plus jeune) s'engage, en plus de ses activités dans la maison d'édition, dans des organisations supérieures et organise le service sanitaire canin en une association de chiens-guides dans son lieu de résidence.
Le programme du tournant du siècle comprenait des manuels scolaires, par exemple le livre de calcul de Harms et Kallius (Kuckuck), les Stacke'schen Geschichtswerke für den Schulgebrauch und die Baskerville'schen Lehrbücher der englischen Sprache
Des œuvres telles que Kniest, Wind und Wellen (1889), Wat de Kiewit sprook (poèmes en bas allemand 1889), Freudenthal, In de Fierabendtied (histoires en bas allemand 1889) sont publiées sous forme de fiction.
À partir de 1902, les Stalling publient l'hebdomadaire Buchdruckerwoche. L'imprimerie possède à l'époque cinq presses rapides et emploie quarante personnes. Outre la librairie d'édition et l'imprimerie, il y a toujours le commerce de papier en gros .
L'essor de la maison d'édition s'accompagne d'un agrandissement des bâtiments d'édition : sur un terrain voisin acheté dans la Ritterstraße, un nouveau bâtiment de quatre étages, équipé des machines les plus modernes de l'époque, est inauguré en 1913. Désormais, plusieurs bâtiments se côtoient étroitement. Même une petite chapelle ne manque pas,.
Au début du XXe siècle, la maison d'édition commence à publier des reportages de guerre et de la fiction de guerre.

### Première Guerre mondiale, République de Weimar et période national-socialiste (1914-1945)
À l'initiative d'Hindenburg, la maison d'édition Stalling publie à partir de 1916 la série Der Große Krieg in Einzeldarstellungen. Après la fin de la guerre, la maison d'édition élargit son programme d'histoire militaire et lance plusieurs séries de mémoires de guerre en collaboration avec George Soldan (de) des Archives du Reich. Les plus importantes sont les séries Schlachten des Weltkrieges (40 volumes) et Erinnerungsblätter deutscher Regimenter (240 volumes).
En 1924, les frères Stalling transforment ce qui était auparavant une société privée en AG, bien que les trois membres du conseil soient issus de la famille. La maison d'édition devient une véritable grande entreprise, désormais connue sous le nom de Gerhard Stalling. Offsetdruck, Buchdruck, Buchbinderei.
Sous la République de Weimar, la maison d'édition dérive vers la frange nationale de droite en termes de contenu, et pendant la période national-socialiste elle entretient d'excellents contacts avec la Wehrmacht. Werner Beumelburg publie son roman Sperrfeuer um Deutschland en 1928, tandis qu'un an plus tard parait Gruppe Bosemüller, Der Roman des Frontsoldaten - le pendant national-conservateur du roman anti-guerre à succès de Remarque À l'Ouest, rien de nouveau. Les deux œuvres deviennent des succès de vente. Les auteurs Richard Euringer (de), Franz Schauwecker (de) et Will Vesper, au positionnement similaire, publient également avec Stalling avant 1933, tout comme le pédagogue Ernst Krieck. Pendant la République de Weimar, cependant, Stalling-Verlag publie  également des œuvres d'Eugen Roth.
En 1934, Paul Stalling quitte le conseil d'administration de l'entreprise, qui est désormais dirigée par son frère Heinrich. En 1936, Paul Stalling quiite également le conseil de surveillance, les frères s'étant définitivement brouillés. De plus, le Gauleiter d'Oldenbourg Carl Röver a fait pression sur Paul Stalling pour qu'il quitte l'entreprise familiale, car contrairement à son frère, Paul Stalling n'est pas favorable aux nationaux-socialistes. En 1935, Heinrich Stalling reçoit des félicitations pour son 70e anniversaire de la part d'Hitler, Goebbels et du ministre de l'Intérieur Frick et reçoit la médaille Goethe. En 1937, Heinrich Stalling rejoint le NSDAP. En 1938, Stalling-Verlag rachète à bas prix l'éditeur de livres pour enfants Belog (« Aryanisation ») au propriétaire Friederike Blogg, persécuté comme « juif » et contraint de vendre.
Après la mort d'Heinrich Stalling en 1941, la maison d'édition est dirigée par le journaliste conservateur national Hans Zehrer jusqu'à son interdiction par les Alliés.

### Renouvellement de licence jusqu'à l'arrêt de la publication (1948-1983)
Après la Seconde Guerre mondiale, d'anciens employés de la maison d'édition recommencent à imprimer sous l'ancien directeur Michael Altenburg. Ils produisent d'abord des cartes de rationnement et des informations pour les Alliés. L'entreprise, qui s'appelle au départ  Oldenburger Verlagshaus vorm. Gerhard Stalling, ne récupère sa licence d'impression qu'en 1949, en raison des éditions relatives à la Première Guerre mondiale et de sa proximité avec le régime national-socialiste. Pendant un certain temps, Hans Rößner (de), Wilhelm Spengler (de) et Hans Ernst Schneider, travaillent comme éditeurs pour la maison d'édition. En 1949, Borwin Vensky-Stalling, petit-fils de Heinrich Stalling le Jeune, rejoint la direction de la maison d'édition et récupère la licence d'édition la même année. En 1951, l'entreprise redevient Gerhard Stalling AG. En 1952, après plusieurs refus d'autres éditeurs, la maison d'édition publie le premier livre de Joachim Fernau (de), Deutschland, Deutschland über alles....
La maison d'édition Stalling se fait connaître dans les années 1950 et 1960 pour l'impression de l'encyclopédie Brockhaus, pour des livres maritimes, des livres d'art et des livres (d'images) pour enfants, par exemple par Eric Carle (La Chenille qui fait des trous), Pat Mallet (Die kleinen grünen Männchen) et Manfred Schmidt (de) (Nick Knatterton). De 1973 à 1976, Arnold Kludas (de) est responsable du programme maritime de l'éditeur en tant que conférencier et éditeur.
Afin de répondre aux exigences croissantes en matière d'édition de livres, la direction de la maison d'édition achète d'autres maisons dans la Ritterstraße et fait construire un nouveau bâtiment sur le terrain de l'entreprise. Un renouvellement technique est également inévitable, un département monotype avec des machines à composer des lettres individuelles est créé en plus des machines à composer Linotype déjà existantes. Lors de la mise en service de l'extension de la Ritterstraße, tous les inconvénients de l'étroitesse de la ville apparaissent définitivement : Vensky achète donc en 1954 un terrain non bâti de 16 000 m2 à l'angle de l'Ammergaustrasse et du Hochheider Weg et fait progressivement déménager tous les services dans de nouveaux bâtiments jusqu'en 1966. Le siège traditionnel de la maison d'édition, situé dans la Ritterstraße, est abandonné et vendu à la chaîne de grands magasins Horten (de), qui fait construire un parking à cet endroit après la démolition des bâtiments de l'imprimerie.
Dans les années 1970, malgré tous les efforts, les commandes et les ventes déclinent régulièrement et la faillite doit être déclarée en 1983. Borwin Vensky dirige la maison d'édition jusqu'à sa mort en 1977,.

## Hommage au fondateur de l'éditeur
Le tombeau-monument de la famille de l'éditeur est situé dans le Gertruden-Kirchhof à Oldenbourg et porte l'inscription suivante :

« Dies Denkmal, das die reinste Liebe setzte, deckt die Gebeine des Buchdruckers und Papierfabricanten GERHARD STALLING, 
den der Tod schnell und ungeahnt im rühmlichen Streben und Wirken ein Ziel setzte, nachdem ein paar Monate früher eine zarte Enkelin im aufblühenden Alter ihm ins ferne Land der Ewigkeit vorangegangen war. »